# Арегаи Абебе
Абебе Арегаи (амх. አበበ አረጋይ; 18 августа 1903, дер. Войра Амба-Джирру, провинция Шоа, Эфиопия — 17 декабря 1960, Аддис-Абеба, Эфиопия) — эфиопский военный и государственный деятель, премьер-министр Эфиопии (1957—1960). Лидер антифашистского сопротивления против итальянской оккупации страны. 

## Биография
Выбрал военную службу, в звании майора перешел в полицию, в 1935 г. получил звание баламбарас. В момент вторжения итальянской армии в Эфиопию (1936) занимал пост начальника полиции Аддис-Абебы. В июле того же года осуществил неудачную попытку вернуть столицу под контроль императора, его отряд был уничтожен двумя итальянскими батальонами. Затем организовал вооруженное сопротивление оккупантам в труднодоступной провинции Менц. После смерти Оланы Дингили (1939) он стал ведущим лидером бойцов сопротивления (под общим названием Arbegnoch или «Патриоты»), хотя и не пользовался полным доверием изгнанного императора Хайле Селассие. Итальянцы долгое время пытались привлечь его на свою сторону, однако всякий раз переговоры заканчивались неудачей. Когда император вернулся в Аддис-Аббебу, то Абебе, склонившись перед ним заявил: 

 «Я — ваш верный подданный. Я никогда не подчинялся врагу. Я никогда не надеялся снова увидеть вас живым, и я благодарен Богу за этот день, когда я увидел, как светит солнце». — 
Занимал ряд ведущих государственных должностей:
- 1941 г. — губернатор Аддис-Абебы,
- 1941—1942 гг. — губернатор провинции Сидамо, участвовал в подавлении Войанского восстания, в октябре 1943 г. захватил штаб повстанцев в Вукро,
- 1943—1947 гг. — губернатор провинции Тыграй, на этом посту жестко подавил остатки сопротивления,
- 1947—1949 гг. — военный министр,
- 1949—1955 гг. — министр внутренних дел,
- 1955—1960 гг. — министр обороны Эфиопии.

С 1957 г. — премьер-министр и одновременно министр обороны Эфиопии. 
13 декабря 1960 г. Мэнгысту Ныуай и его брат Гырмаме при поддержке бригадного генерала комиссара полиции Тседжа Дибу и руководителя службы безопасности императора полковника Варкены Гэбаяху совершили попытку военного переворота, Абебе оказался в их руках одним из трех высокопоставленных заложников. Во время штурма правительственными войсками императорского дворца он был убит пулеметным огнем.